# أريغو مورسيلي
أريغو مورسيلي (بالإيطالية: Arrigo Morselli)‏، (مودينا، 5 يونيو 1911 - 16 أكتوبر 1977 ) لاعب كرة قدم إيطالي سابق في مركز خط الوسط وأيضا مدرب كرة قدم إيطالي.
خلال مسيرته كلاعب خط وسط، لعب نادي مودينا ما بين (1930-1933)، فيورنتينا (1933-1937)، نادي جنوى (1937-1939)، فيورنتينا (1939-1940)، إيه سي ميلان (1940-1941)، نادي بريشيا (1941-1942)، إيه سي ميلان (1942-1943). و استطاع الفوز بلقب كأس إيطاليا موسم 1939-1940 مع فيورنتينا.و درب إيه سي ميلان لفترة بسيطة في في عام 1953.